# Kiss It Better
Kiss It Better è un singolo della cantante barbadiana Rihanna, pubblicato il 30 marzo 2016 come secondo estratto dall'ottavo album in studio Anti.
Uscito in contemporanea a Needed Me, la rivista statunitense Paste ha inserito il singolo al quindicesimo posto nella classifica delle migliori canzoni del 2016, mentre Billboard l'ha nominato come il secondo miglior brano R&B del 2016. Ha inoltre ricevuto una candidatura ai Grammy Awards 2017 nella categoria miglior canzone R&B.

## Descrizione
Scritto da Rihanna insieme a Jeff Bhasker, John Glass e Teddy Sinclair e prodotto Bhasker e Glass, Kiss It Better è un brano pop influenzato da elementi tratti dalla musica elettronica ed è stato composto in chiave fa maggiore con un tempo di 95 battiti al minuto.

## Video musicale
Il videoclip, diretto dal fotografo di moda britannico Craig McDean e girato in bianco e nero a Los Angeles durante una «notte molto lunga», è stato pubblicato il 31 marzo 2016. La relativa anteprima era già stata diffusa il giorno precedente attraverso il canale Vevo della cantante su YouTube.
In un'intervista con The Fader, McDean ha spiegato che l'ispirazione per il video è nata da una base di idee ispirate al dadaismo e il surrealismo. Sempre secondo il regista, l'idea di includere i dadi nel video venne da lui e dal suo partner creativo Masha Vasyukova, «a volte è tutto di combinare cose che potrebbero non avere alcun senso, [come] subconscio e sogni. Il dado è un tale oggetto grafico e surreale da meritare di essere incluso.» Il video si conclude con Rihanna allontanarsi lentamente in uno sfondo scuro.
Secondo quanto scritto da Jessie Katz della rivista statunitense Billboard, il video «presenta la cantante in modo intermittente in piedi, contorcendosi a terra e fluttuante nello spazio attraverso varie fasi in cui si spoglia mentre viene accompagnata dal suono di una chitarra elettrica. Infatti, Rihanna è l'intero video, non vi è alcun altro sfondo.» Natalie Weiner di Billboard ha ritenuto il video come uno degli 11 migliori mai fatti dalla cantante, descrivendolo come un "flex raccordo" per la cantante e che «la sensualità già presentata nel videoclip per Pour It Up era solo l'inizio del suo processo di impulso stimolante, che ha ora raggiunto il suo massimo splendore.» Eliza Thompson del Cosmopolitan ha invece scritto che «la clip mostra Rihanna rotolandosi a foglio, mentre i dadi rotolano su e giù per il suo corpo, si contorce sul pavimento in pura lingerie, mentre toglie il suo abito elegante oversize.»

## Tracce
Testi e musiche di Jeff Bhasker, John Glass, Teddy Sinclair e Robyn Fenty.
Download digitale
1. Kiss It Better – 4:13

Download digitale – Dance Remix
1. Kiss It Better (R3hab Remix) – 3:04
2. Kiss It Better (Four Tet Remix) – 4:56
3. Kiss It Better (Kaytranada Edition) – 5:25
4. Kiss It Better (Feenixpawl Remix) – 3:53

## Classifiche
| Classifica (2016)         | Posizione massima |
| ------------------------- | ----------------- |
| Australia                 | 48                |
| Belgio (Fiandre)          | 65                |
| Belgio (Vallonia)         | 82                |
| Canada                    | 54                |
| Francia                   | 76                |
| Irlanda                   | 66                |
| Regno Unito               | 46                |
| Stati Uniti               | 62                |
| Stati Uniti (dance club)  | 1                 |
| Stati Uniti (R&B/Hip-hop) | 21                |